# Amboise-i összeesküvés

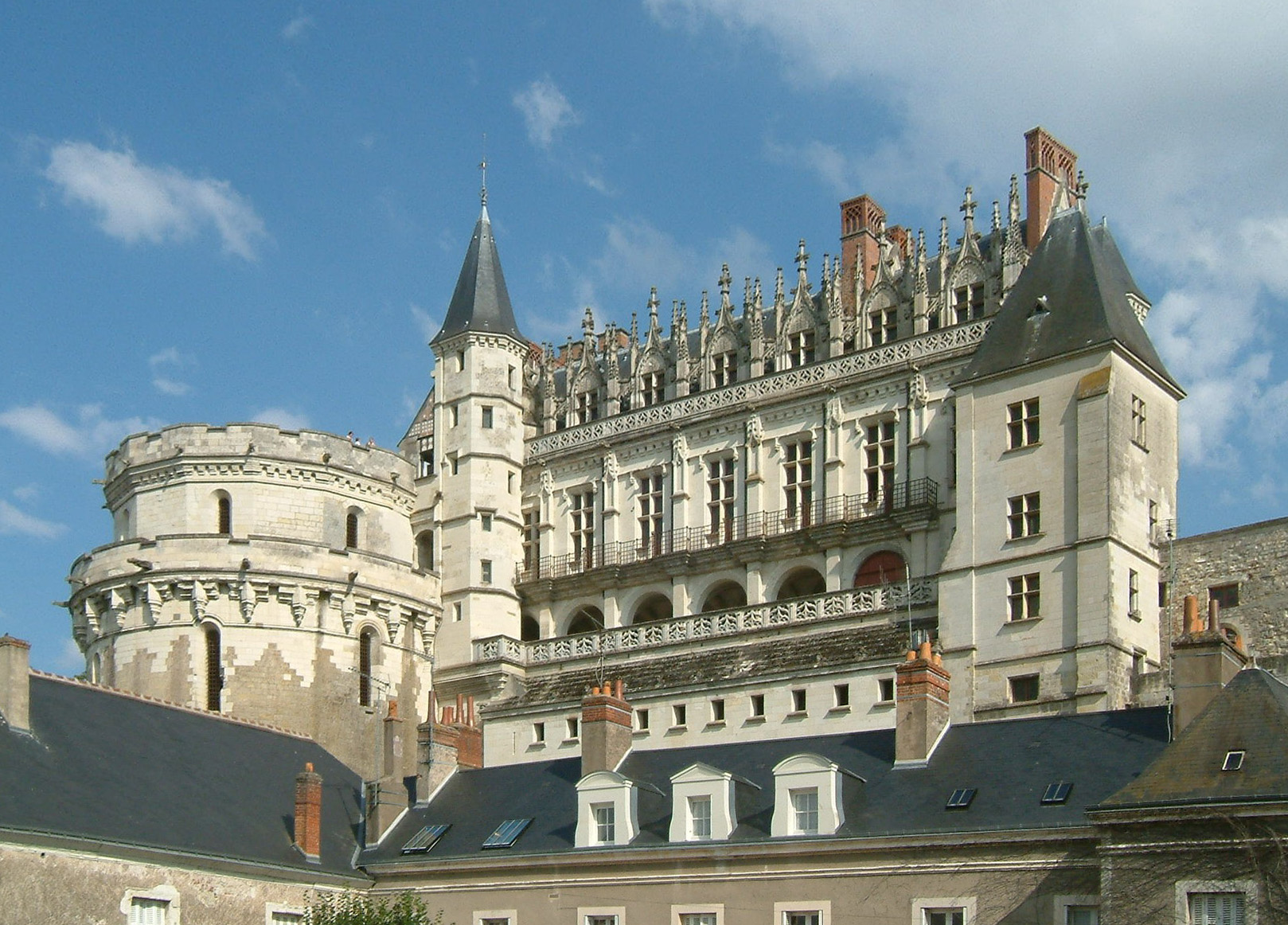
Amboise kastélya, a kudarcot vallott összeesküvés színhelye

Az amboise-i összeesküvés 1560 márciusában a franciaországi protestánsok, a hugenották sikertelen kísérlete volt arra, hogy a fiatal II. Ferenc királyt kiragadják az őt befolyásuk alatt tartó, szélsőséges katolikus lotaringiai Guise-ek felügyeletéből. A véres megtorlásba torkolló eset az 1562-ben kitörő francia vallásháborúk egyik közvetlen előzményének is tekinthető.

## Előzmények

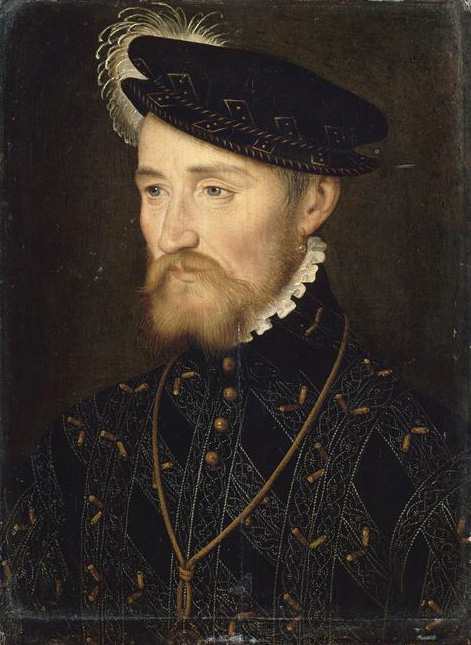
François de Guise

A 16. század közepére Franciaországban is elterjedt a reformáció szellemisége: elsősorban annak kálvini ága volt népszerű, főleg a déli területeken. II. Henrik (1547–1559) idején, bár fokozatosan egyre kevésbé, de megtűrték a protestánsokat, ám a király baleset folytán bekövetkezett halála után drasztikusan megváltozott a helyzet. Tizenöt éves fia, II. Ferenc ugyanis teljes mértékben a lotaringiai eredetű hercegi család, a Guise-ek  – François de Guise hadvezér és fivére, Charles, Reims érseke – befolyása alatt állt, aminek elsősorban a királyné, Stuart Mária, a herceg és az érsek unokahúga volt az eszköze. A királyi politikát irányító Guise-ek célja az volt, hogy megerősítsék a francia katolicizmust, letörve a rivális Bourbon-ház által pártolt protestáns mozgalmat.

## Előkészületek

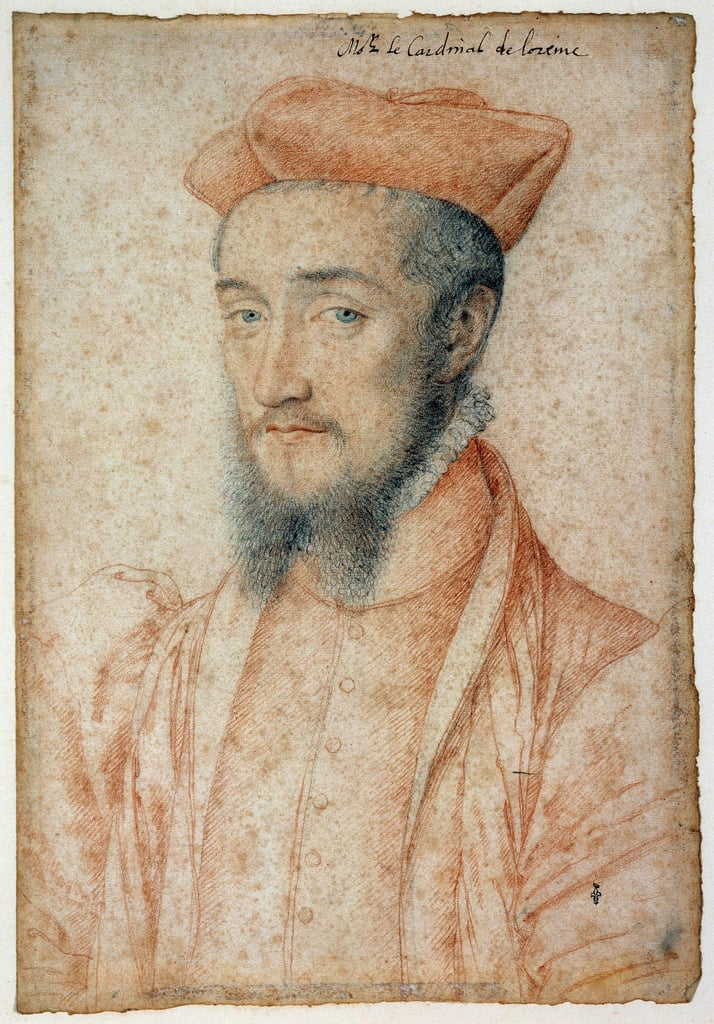
Charles de Guise

A király elrablására irányuló összeesküvés gondolata I. Louis de Bourbon-Condé hercegtől, a hugenották legmagasabb rangú hívétől eredt, akit a vallásiakon kívül politikai és hatalmi szempontok is irányítottak. Az összeesküvők néma kapitányként hivatkoztak rá. Az ismert főszervező egy périgord-i nemes, La Renaudie ura, Godefroy de Barry volt, aki számos hugenottát vont be az egész ország területéről: a nemesek közül Charles de Castelnau de Chalosse, Bouchard d’Aubeterre, Edme de Ferrière-Maligny, Jean d’Aubigné, Ardoin de Porcelet és a provence-i Paulon de Mauvans, a katonák közül pedig Mazères, Sainte-Marie és Lignières kapitányok neve ismert, de tudjuk, hogy számos polgár is a soraikat erősítette például Orléans-ban, Tours-ban és Lyonban. A hugenották későbbi bajnoka, Coligny admirális azonban nem volt hajlandó részt venni az erőszakos konspirációban, sőt több normandiai nemest megakadályozott a csatlakozásban.

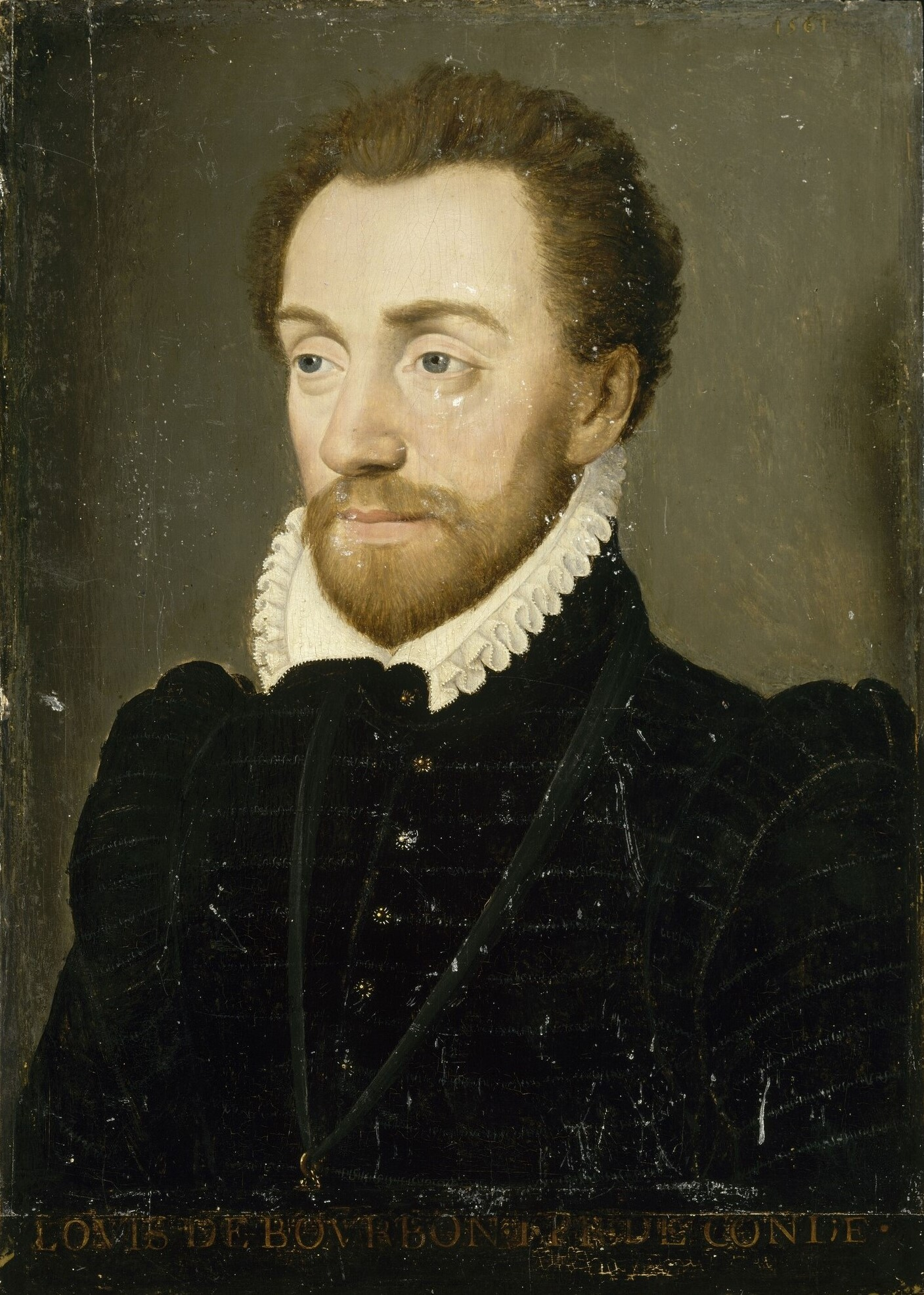
Condé hercege, a „néma kapitány”

## A bukás
1560. február 1-jén a szervezkedők Nantes-ban gyűltek össze, hogy kidolgozzák a tervet. Február 12-én azonban egy párizsi ügyvéd, Pierre des Avenelle értesítette a Guise-eket, akik úgy döntöttek, hogy a királyt Blois-ból átköltöztetik a védettebb Amboise-ba. Ez február 22-én meg is történt, egyúttal lecserélték és megerősítették az őrséget. Az események hatására az összeesküvők az eredetileg március 1-jére kitűzött időpontot március 16-ára halasztották, de többek korábban útnak indultak, hogy előkészítsék a terepet a hugenotta tömegek bevonulására.

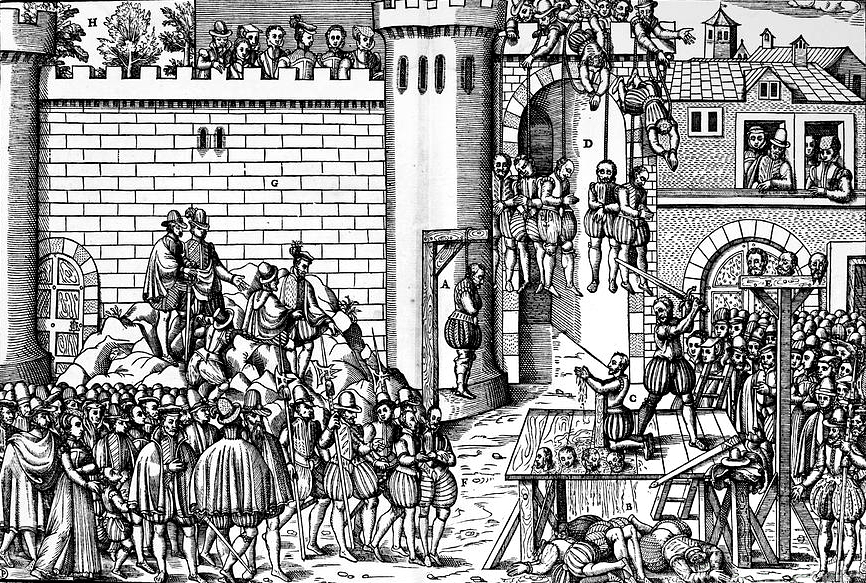
Az összeesküvés felszámolása

A Guise-ek, akik minderről értesültek, március 10-én megkezdték a résztvevők letartóztatását. Március 16-ig mind több összeesküvő került rács mögé, március 17-én pedig megkezdődtek a kivégzések. A konspirátorok többségét a kastély balusztrádjaira akasztották fel, de többeket a Loire-ba vetettek; másokat a feltüzelt nép lincselt meg. De Barryt március 19-én fogták el, és felnégyelt testének darabjait a város kapuira tették ki közszemlére. Condét is letartóztatták, ám mivel nem sikerült rábizonyítani, hogy részt vett volna a szervezkedésben, hamarosan elengedték. A megtorlás során mintegy 1200-1500 fő veszett oda.

## Következmények
Condé hercege a nyár folyamán újabb összeesküvést szőtt, amit ezúttal sikerült is rábizonyítani, de II. Ferenc december 5-én bekövetkezett korai halála ismét nagy változásokat okozott a hatalomban. Utódja ugyanis öccse, IX. Károly lett, aki a Guise-ektől egyelőre távolságot tartó anyakirályné, Medici Katalin irányítása alatt állt. Condé így kiszabadulhatott, a régensnő pedig kancellárjával, Michel de L’Hospitallal karöltve igyekezett toleránsabb katolikus politikát folytatni. Erre azonban nem sokáig adódott mód: 1562-ben Guise csapatai elkövették a wassyi mészárlást, ami fellázította az ország hugenotta lakosságát, és megkezdődtek a harminc évnél is tovább tartó vallásháborúk.
Érdekesség, hogy a francia királyok ezentúl nem keresték fel Amboise kastélyát, noha gyermekeik még egy ideig itt nevelkedtek. 1567-ben a hugenották IX. Károlyt is megpróbálták elragadni a katolikus udvarból, de az ún. meaux-i meglepetés is csúfos kudarcot vallott.